# Жемчужникова (Меньшеколодезский сельсовет)
Жемчу́жникова — деревня Меньшеколодезского сельского поселения Долгоруковского района Липецкой области.

## Название
Законом Липецкой области от 11 ноября 2015 года № 463-ОЗ Жемчужниково переименована в Жемчужникову.

## География
Деревня Жемчужникова находится на южной окраине Долгоруковского района, в 17 км к югу от села Долгоруково. Располагается на берегах небольшой запруды.

## История
Жемчужникова возникла не позднее 1-й половины XIX века. Впервые упоминается в «Списке населенных мест» Орловской губернии 1866 года как владельческие выселки «Жемчужниково (Яковлевка)» 16 дворов, 140 жителей. Первое название от фамилии владельцев здешних земель — помещиков Жемчужниковых. Название «Яковлевка» от села Яковлево, из которого крестьяне «выселялись» в новые земли, на место современной деревни Жемчужникова. Деревня знаменита тем, что её хозяева, братья Жемчужниковы, были создателями образа Козьмы Петровича Пруткова. Господский дом был переделан в обычный сельский дом. В настоящее время в очень плохом состоянии. Имеется мемориальная доска.
По переписи населения 1926 года в деревне Жемчужникова 34 двора, 142 жителя. В 1932 году — 192 жителя. С 2018 года в деревне не живёт никто.
В 1928 году деревня вошла в состав Долгоруковского района Елецкого округа Центрально-Чернозёмной области. После разделения ЦЧО в 1934 году Долгоруковский район вошёл в состав Воронежской, в 1935 — Курской, в 1939 году — Орловской области, а с 6 января 1954 года в составе вновь образованной Липецкой области.

## Население
| 1866 | 1926 | 1932 | 1997 | 2010 |
| ---- | ---- | ---- | ---- | ---- |
| 140  | ↗142 | ↗192 | ↘14  | ↘9   |

## Транспорт
Деревня Жемчужникова связана грунтовыми дорогами с деревней Большой Колодезь, деревней Юрасовка Тербунского района.